# Паоло Морандо
Паоло Морандо або Каваццола (італ. Paolo Morando 1486, Верона — 1522, Верона) — італійській художник доби пізнього кватроченто і Високого Відродження. Розробляв релігійні картини і портрети, в останніх зрівнявся з кращими портретистами доби.

## Життєпис
Художник мало прожив, всього тридцять шість років. Кількість збережених відомостей про нього невелика і збігається лише з переліком зроблених ним творів.
Народився у місті Верона. Навчався у художників Доменіко Мороне та його сина Франческо Мороне. Працювати почав в стилістиці провінційного кватроченто. Але зранніх років засвоїв зацікавленість у яскравих кольорах. Серед ранніх творів митця — «Благовіщення», «Мадонна милосердя» (церква Сан Бьяджо, Верона).
Ймовірно, художник постійно вчився, ретельно вивчаючи твори попередників і сучасників. Згодом в його творах знайшли впливи художників Ломбардії і художників родини Бонсіньйорі. Не пройшов митець і мимохідь від творчих знахідок венеційського художника Джованні Белліні. Це було вказівкою на розвинену художню уяву і здатність до вибору кращих зразків живопису для власного удосконалення.
Низка творів митця середнього періоду життя мала наближеність до картин Джорджоне, авторитетного венеційського художника і кращого серед учнів майстерні Джованні Белліні. Згодом це привело до плутанини і частку творів Паоло Морандо припишуть самому Джорджоне на етапі поганої вивченості творчого доробку і Джорджоне, і самого Паоло Морандо. Останній міг бачити твори Джорджоне і взяти від них кращі творчі знахідки.
Серед значимих творів для церкви — вівтар Сакко (Пала Сакко) та полиптих «Страсті Христові». Як і для більшості художників того часу привабливою була тема «Мадонна з немовлям», де він створив низку власних варіантів (як тільки з мадонною і малим Христом, так і з додатками інших святих, використавши для них портрети реальних осіб). Його образа святих надзвичайно портретні і виконані без будь-якої ідеалізації («Св. Йосип з циркулем», «Св. Бонавентура з біблією»).
Він рано виробився у непоганого портретиста і рано відійшов від практики використання сфумато, що так приваблювало колись самого Джорджоне. Світло в більшості його картин доволі різке, як і силуети зображених. На кращих портретах роботи митця відчутна психологічна характеристика, що поглибило їх привабливість для нащадків навіть у тих ситуаціях, коли ім'я портретованих нащадки забули («Портрет невідомого шляхетного пана», Галерея старих майстрів, Дрезден).
Художник помер у Вероні 1522 року.

## Обрані твори (перелік)
- Благовіщення.
- «Мадонна милосердя»
- «Мадонна з немовлям»
- Вівтар Сакко
- «Зшестя Св. Духа на апостолів»
- «Св. Йосип з циркулем»
- «Св. Бонавентура з біблією»

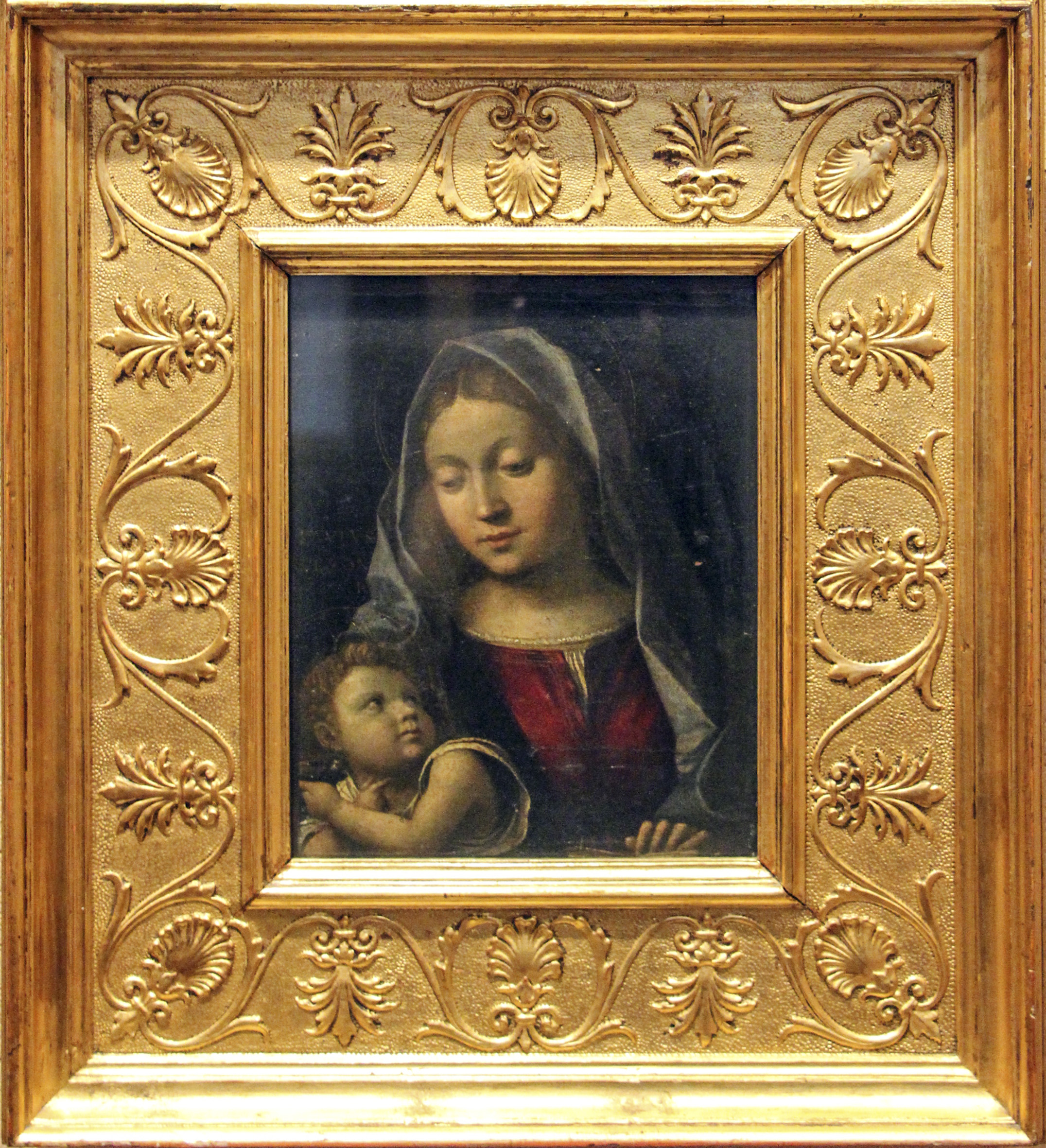
Паоло Морандо. «Мадонна з немовлям»

- «Св. Рох і янгол», Національна галерея (Лондон)
- «Мадонна з немовлям, Іваном Хрестителем і янголом», Національна галерея (Лондон)
- «Невідомий офіцер зі слугою», до 1522 р. Галерея Уффіці, Флоренція
- «Портрет шляхетної пані», Академія Каррара, Бергамо, до 1520 р.
- «Портрет шляхетного пана», до 1520 р. Дрезден, Галерея старих майстрів

## Обрані твори (галерея)

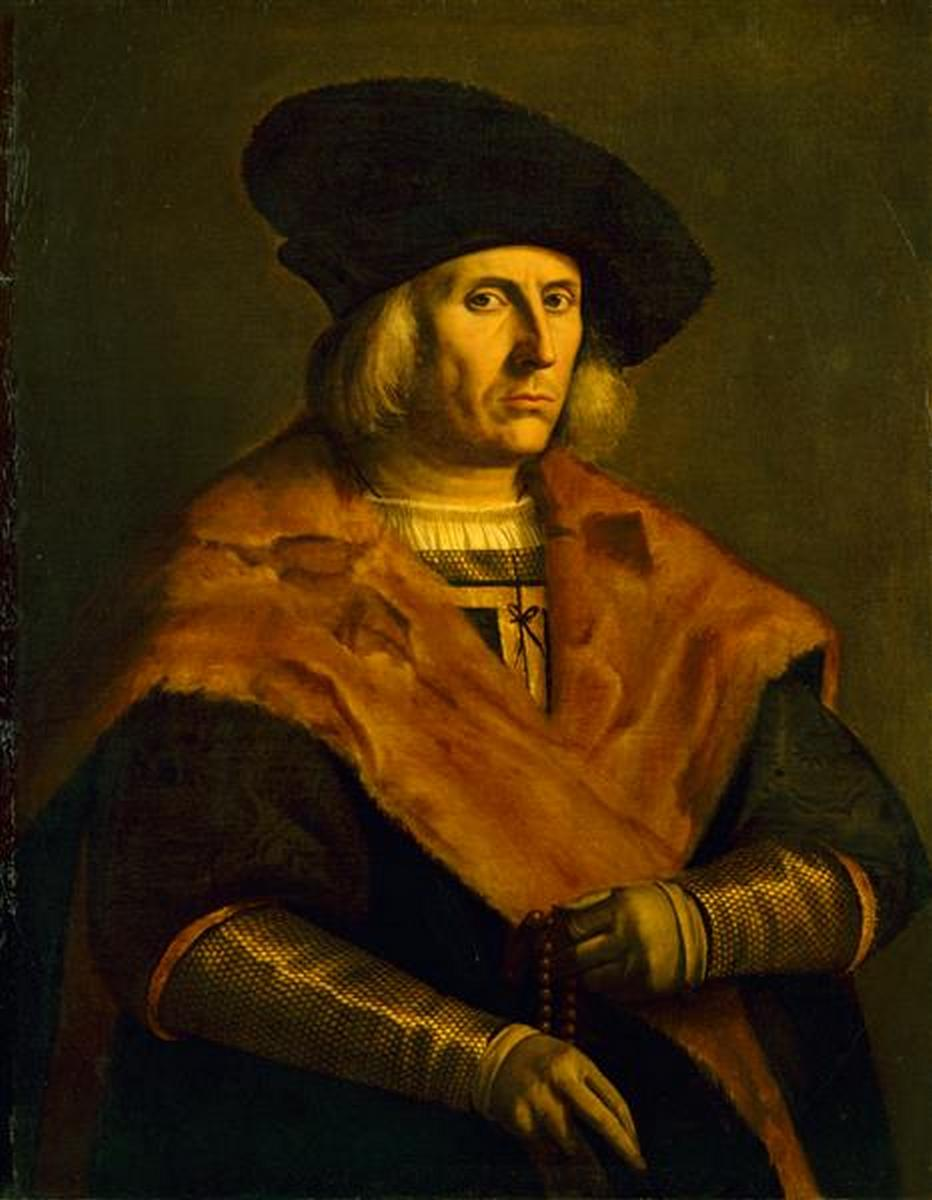
Паоло Морандо або Каваццола. «Портрет шляхетного пана», до 1520 р. Дрезден, Галерея старих майстрів

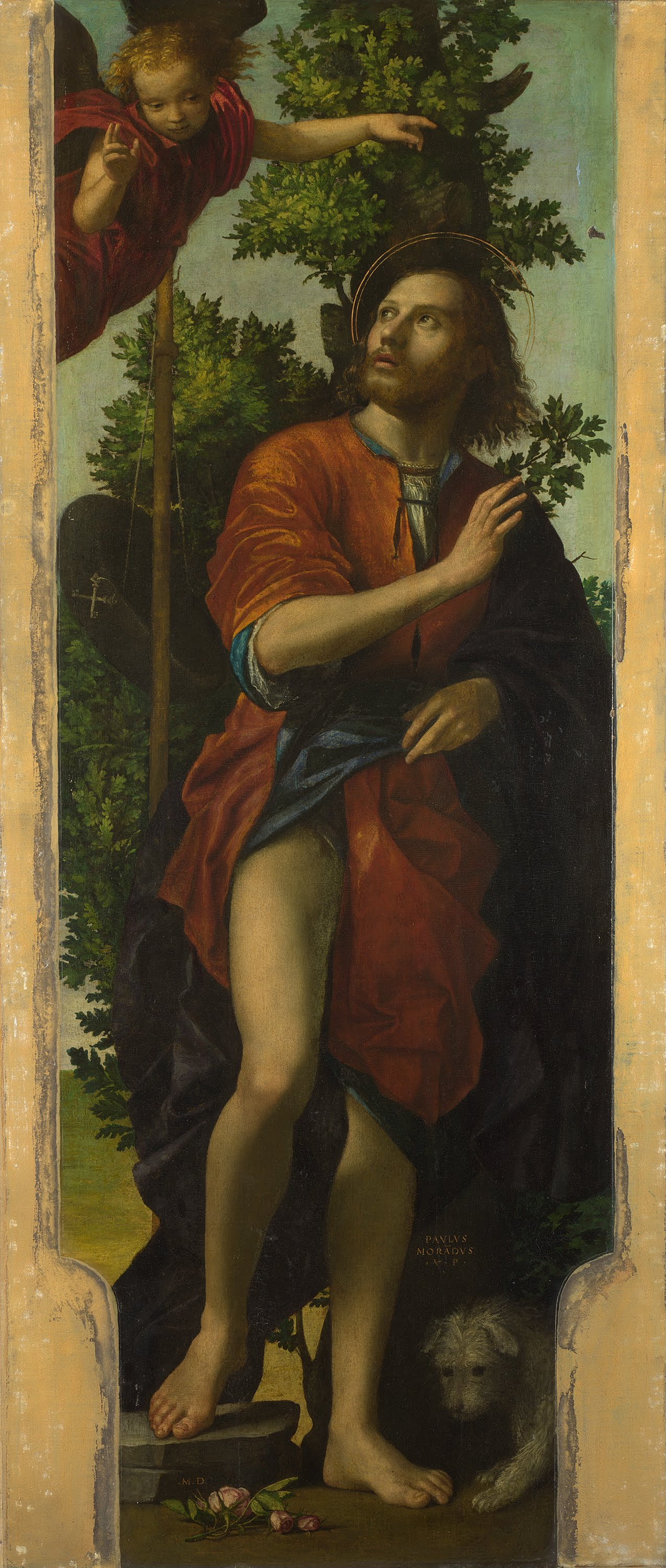
Паоло Морандо. «Св. Рох і янгол», Національна галерея (Лондон)
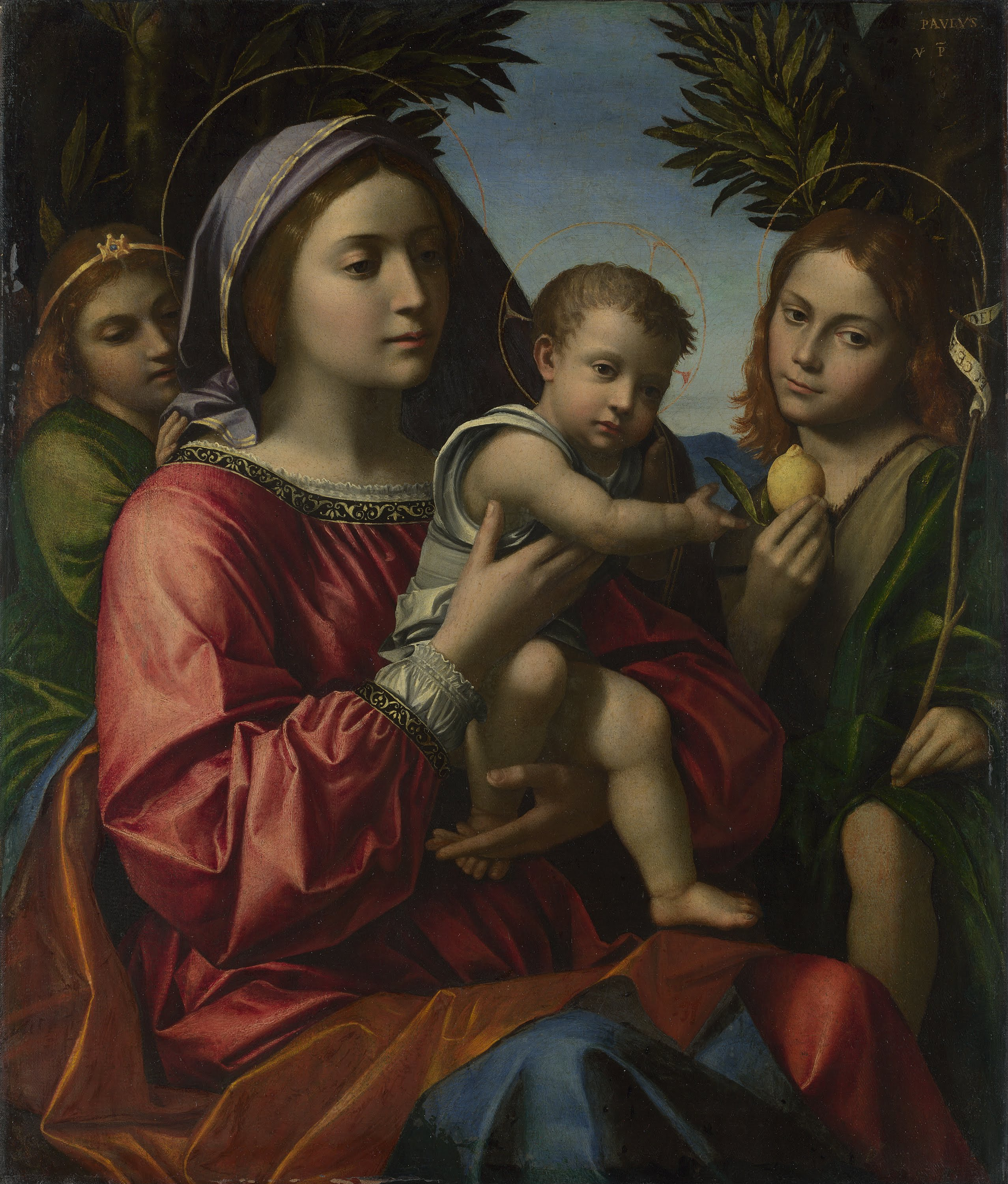
Паоло Морандо. «Мадонна з немовлям, Іваном Хрестителем і янголом», Національна галерея (Лондон)
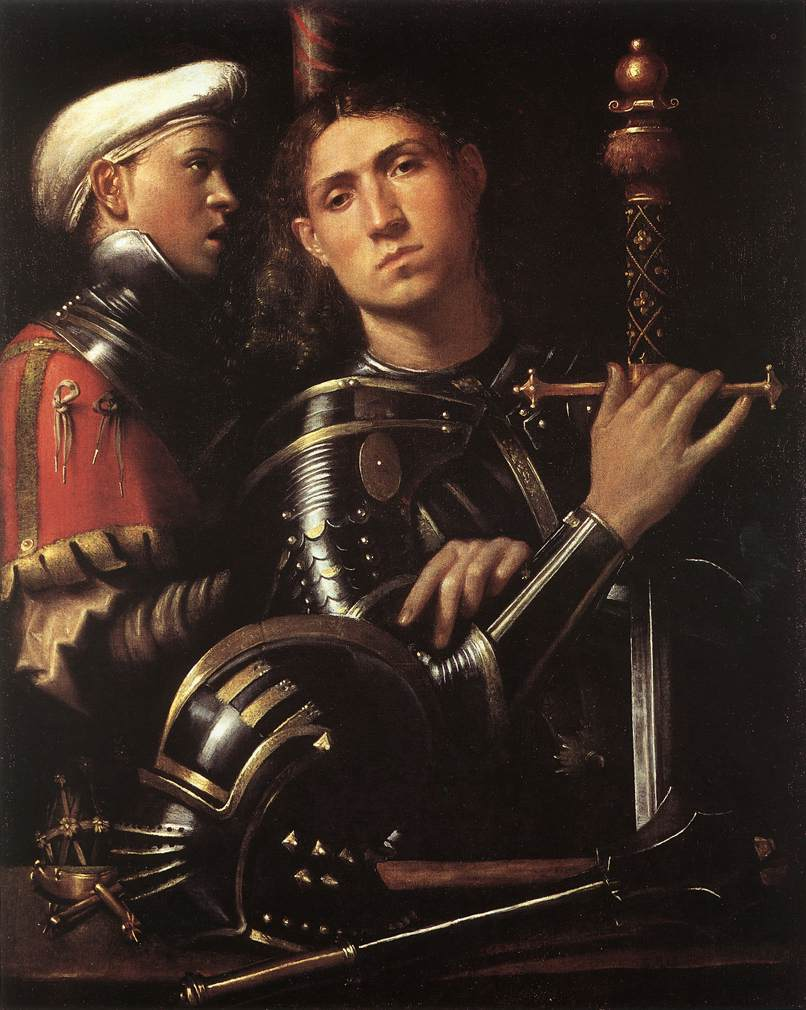
Паоло Морандо. «Невідомий офіцер зі слугою», до 1522 р. Галерея Уффіці, Флоренція
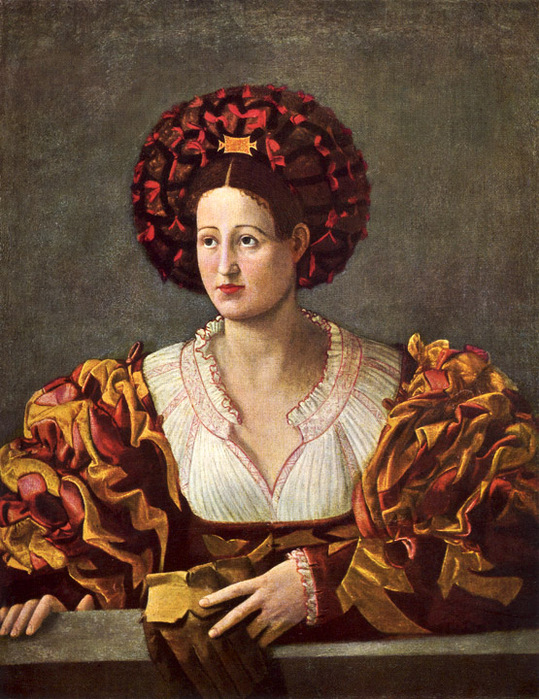
Паоло Морандо. «Портрет шляхетної пані», Академія Каррара, Бергамо, до 1520 р.